# Tadeusz Porębski

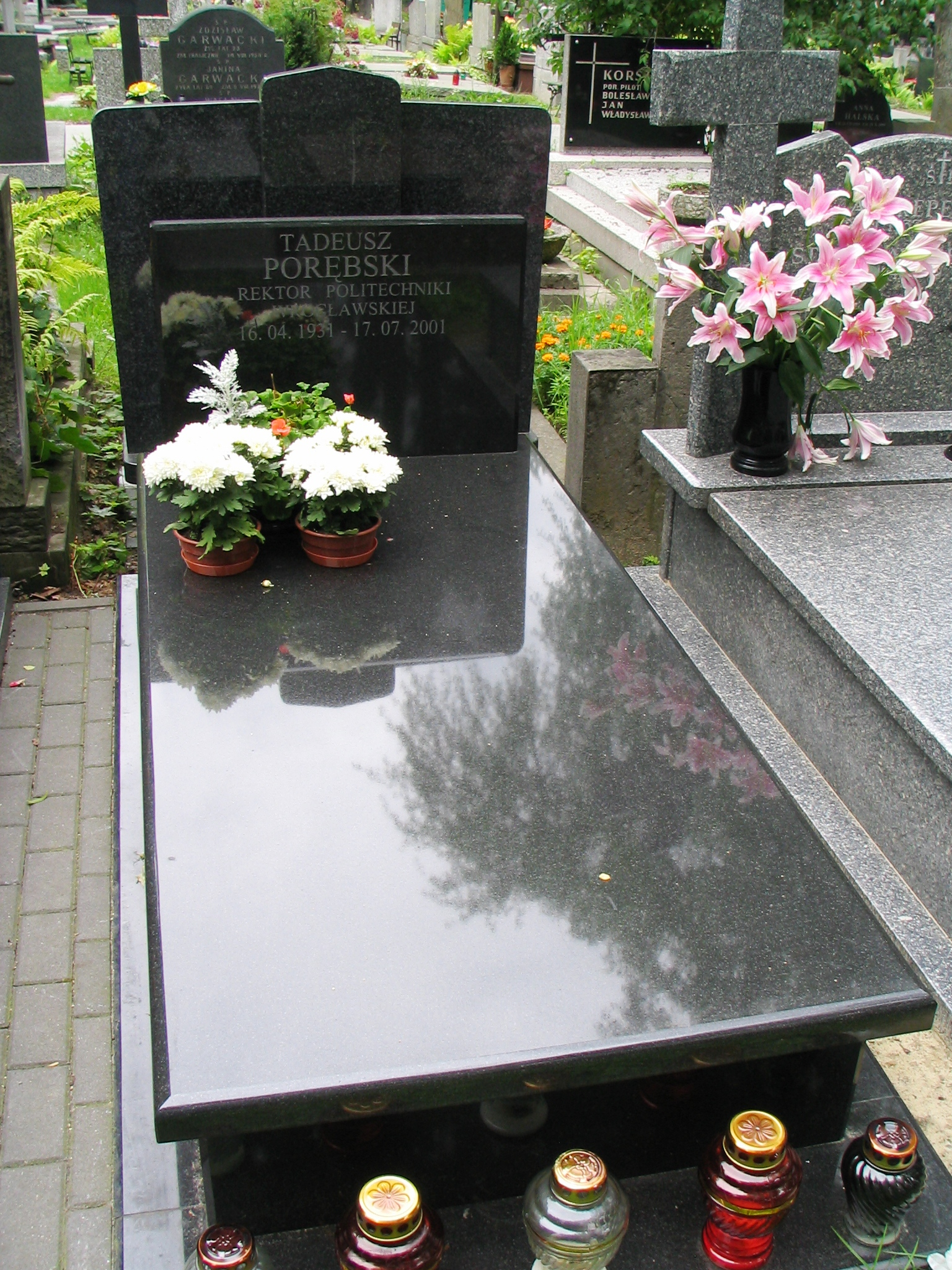
Grób Tadeusza Porębskiego na Powązkach; Warszawa, 23 lipca 2008

Tadeusz Kazimierz Porębski (ur. 16 kwietnia 1931 w Bielsku, zm. 17 lipca 2001 w Warszawie) – polski profesor nauk technicznych i polityk. Członek Biura Politycznego KC PZPR (1981–1988), poseł na Sejm PRL VIII i IX kadencji, wicemarszałek Sejmu PRL (1988–1989), ambasador w Jugosławii (1989–1990).

## Życiorys
Syn Stanisława i Gertrudy. Ukończył Państwowe Liceum im. Marszałka Józefa Piłsudskiego w Bielsku. Studiował w latach 1951–1956 na Wydziale Mechanicznym Politechniki Wrocławskiej, uzyskując tytuł inżyniera mechanika. W 1961 uzyskał stopień doktora nauk technicznych. W 1965 został docentem, a w 1969 otrzymał tytuł profesora. Specjalizował się w mechanice ciała stałego, zwłaszcza w zakresie zmęczenia materiałów. Był kierownikiem Zakładu Zmęczenia Materiałów, a także kierownikiem Centralnego Laboratorium Wytrzymałości Materiałów.
W 1950 wstąpił do Polskiej Zjednoczonej Partii Robotniczej, w latach 1955–1967 był I sekretarzem komitetu uczelnianego na PWr. W 1968 był członkiem uczelnianej komisji dyscyplinarnej Politechniki Wrocławskiej odpowiedzialnej za sankcje w stosunku do studentów, którzy brali udział w antykomunistycznych protestach marcowych i majowych we Wrocławiu. Typową karą dla zbuntowanych studentów było wyrzucenie ze studiów i powołanie do wojska. Był rektorem Politechniki Wrocławskiej w latach 1969–1980.
Pełnił mandat posła na Sejm PRL VIII i IX kadencji. Był zastępcą członka (1968–1971) i członkiem Komitetu Centralnego PZPR (1971–1986), a w latach 1981–1988 członkiem Biura Politycznego KC PZPR i sekretarzem KC. W okresie 1980–1983 był również I sekretarzem KW PZPR we Wrocławiu. 2 września 1982 na mocy decyzji Biura Politycznego KC PZPR wszedł w skład Komitetu Honorowego uroczystości żałobnych Władysława Gomułki. Od lipca 1986 do lutego 1989 był członkiem BP KC PZPR odpowiedzialnym za oświatę. W latach 1981–1986 był przewodniczącym Rady Redakcyjnej organu teoretycznego i politycznego KC PZPR „Nowe Drogi”.
W grudniu 1988 usunięty z Biura Politycznego KC PZPR w ramach rekonstrukcji kierownictwa partii przeprowadzonej przez gen. Wojciecha Jaruzelskiego. Obok niego z biura odeszli wówczas również m.in. Zbigniew Messner, gen. Józef Baryła, Jan Główczyk, Zofia Stępień i Zygmunt Murański, od 1988 do 1989 wicemarszałek Sejmu IX kadencji.
W 1989 mianowany ambasadorem PRL w Jugosławii, jednak już w 1990 został odwołany przez prezydenta Wojciecha Jaruzelskiego w związku ze zmianami przeprowadzanymi w dyplomacji przez rząd Tadeusza Mazowieckiego. Od 1994 pracował w Centralnym Instytucie Ochrony Pracy w Warszawie. 
Głównym organizatorem jego pogrzebu na Cmentarzu Wojskowym na Powązkach (kwatera C17-4-8) była Kancelaria Prezydenta RP, a ze strony Centralnego Instytutu Ochrony Pracy Bogusław Kędzia.

## Odznaczenia[6][7]
- Order Sztandaru Pracy I klasy
- Krzyż Komandorski z Gwiazdą Orderu Odrodzenia Polski
- Krzyż Oficerski Orderu Odrodzenia Polski (1970)
- Złoty Krzyż Zasługi (1965)
- Odznaka tytułu honorowego „Zasłużony Nauczyciel Polskiej Rzeczypospolitej Ludowej”
- Medal jubileuszowy „Czterdziestolecia zwycięstwa w Wielkiej Wojnie Ojczyźnianej 1941–1945” (Związek Radziecki, 1985)[8]
- Jubileuszowy Medal 100. Rocznicy Urodzin Georgi Dymitrowa (Bułgaria, 1983)[9]
- Złoty Order „Gwiazda Przyjaźni między Narodami” (Niemcy Wschodnie, 1986)[10]
- inne odznaczenia